# Lingue celtiche continentali
Le lingue celtiche continentali sono quelle lingue celtiche che non sono né goideliche né brittoniche (celtico insulare). Sebbene sia verosimile che i celti abbiano parlato dozzine di lingue e dialetti diversi attraverso l'Europa in tempi pre-romani, solo quattro di queste lingue sono realmente attestate:
- Lingua leponzia (dal VII al III secolo a.C.)
- Lingua gallica (dal III secolo a.C. al II secolo d. C.)
- Lingua galata (dal III secolo a.C. al IV secolo d. C.)
- Lingua celtiberica (intorno al I secolo a.C.)

Il Leponzio è generalmente considerato una variante del Gallico, così come il Galato.
Il termine celtico continentale è usato in opposizione a celtico insulare. Mentre molti ricercatori concordano sul fatto che il celtico insulare sia un ramo distinto del celtico, avendo subìto le stesse innovazioni linguistiche, non ci sono evidenze del fatto che le lingue celtiche continentali possano essere similmente raggruppate. Invece, il termine celtico continentale è parafiletico e si riferisce semplicemente alle lingue celtiche non-insulari. Dal momento che poco materiale si è conservato per ognuna delle lingue celtiche continentali, risulta difficile eseguire un'analisi linguistica storica basata sul metodo comparativo.
| Controllo di autorità | GND (DE) 4134399-2 |